# Heineken Hoek

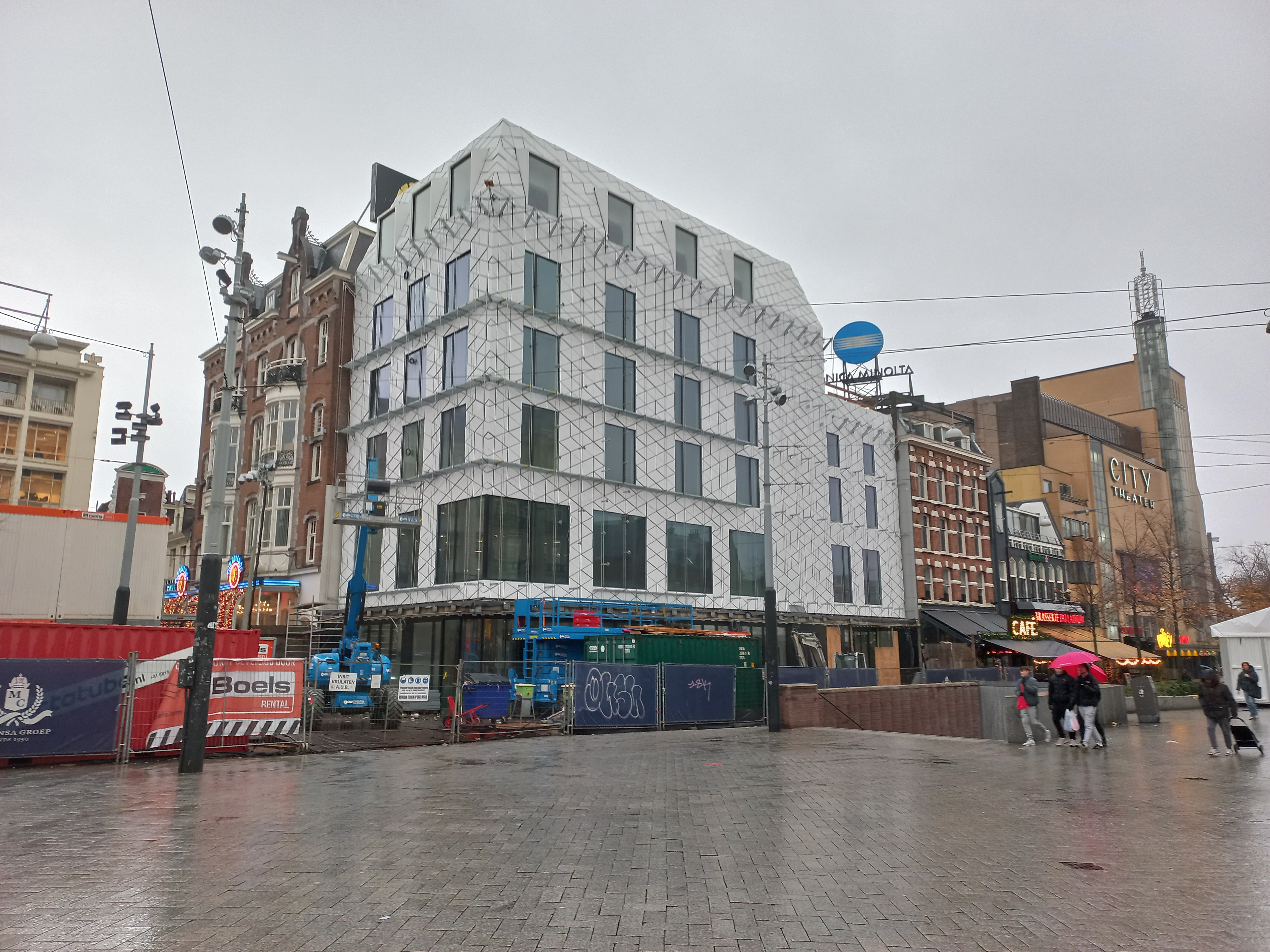
Nieuwbouw Heineken Hoek (november 2023)

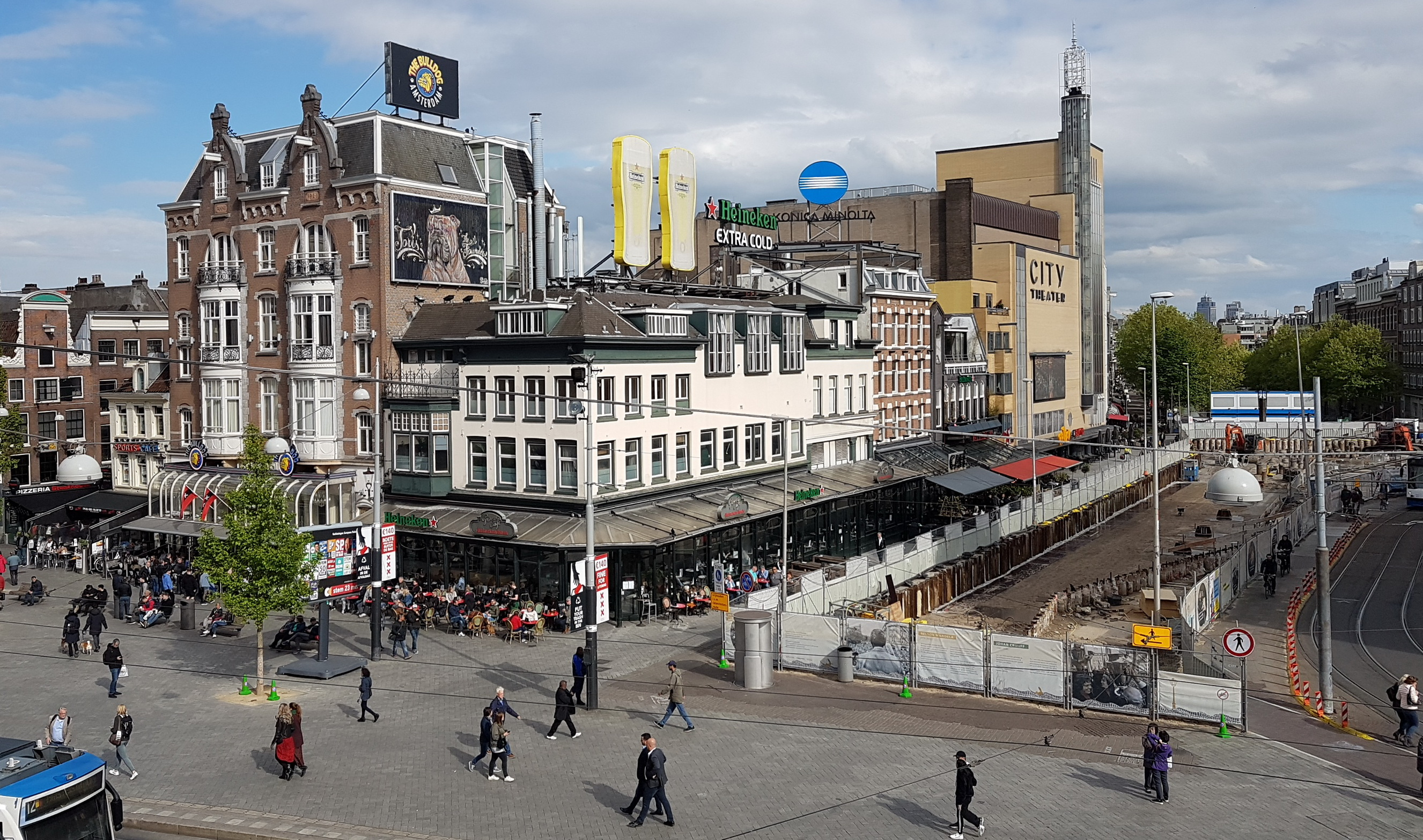
Heineken Hoek met de twee bierglazen (2019)

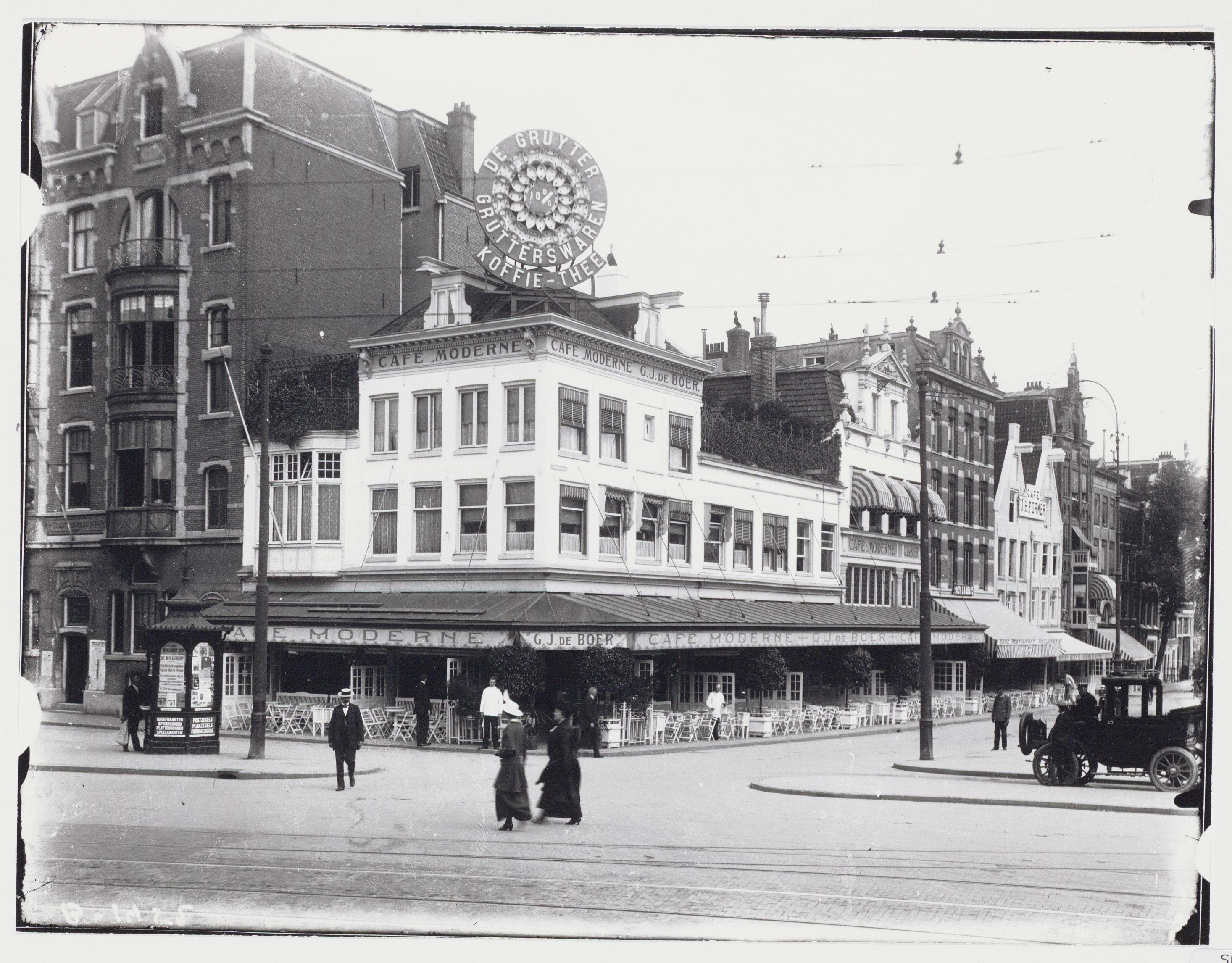
Horeca met De Gruyterreclame (ca 1907)

Heineken Hoek was een horeca-etablissement in Amsterdam-Centrum.

## Geschiedenis
Het gebouw werd gezien als een van de markantste gebouwen van het Leidseplein en het Kleine-Gartmanplantsoen. Het was in de loop der jaren door talloze verbouwingen het scharnierpunt geworden van beide pleinen met de kopse gevel aan het Leidseplein 9 en de strekgevel aan het plantsoen 1-5. Het begon als horecagelegenheid in het hoekpand, maar brak steeds verder door langs het plantsoen richting Citybioscoop. Het historisch begin is niet geheel bekend, maar het was vermoedelijk al in de 18e eeuw een plek voor horeca. Met de komst van de Stadsschouwburg groeide de potentie. In 1843 maakte danser Frans Stemmerik bekend dat hij eigenaar was geworden van een koffijhuis (koffiehuis) schuin tegenover die schouwburg. Een grootscheepse verbouwing vond plaats in 1907/1908 toen Gerardus Johannes de Boer het pand ombouwde tot café-restaurant en tabakswinkel (Café Moderne). In de jaren twintig werd het gebouw opgesierd door een flinke lichtreclame van winkelketen De Gruyter. In 1937 stapte Heineken bier in; het gebouw werd eind jaren vijftig bekend als Heineken Hoek/Heinekenhoek.
Ongeveer gelijktijdig begonnen ook de discussies over wat er met het gebouw moest gebeuren. Sloopplannen kwamen op en gingen van tafel. Één van de tegenstanders de Vereniging Vrienden van de Amsterdamse Binnenstad roerde zich dermate dat de sloopvergunning uit de jaren tien van de 21e eeuw ook in de prullenbak belandde. Even later gaf de Gemeente Amsterdam toch toestemming om het gebouw af te breken. Opnieuw kwamen en rechtszaken, dit maal tot de Hoge Raad der Nederlandenen toe en deze gaf de uitslag dat sloop toegestaan was; het was 2019. Ook de buurt roerde zich, maar dat kon niet voorkomen dat vanaf januari 2021 het gebouw langzaam tegen de vlakte ging, maar niet eerder dan dat de overbekende reclame van Heineken (twee bierglazen in neon) van de daken was gehaald.

## Nieuwbouw
Na de sloop begon de bouw van een nieuw gebouw, dat onder beheer staat van zakenmannen Won Yip en  Martin Nijdam samen met Q Hospitality (EMH Group). De naam Heineken Hoek zou daarbij weer terugkeren voor het café-restaurantgedeelte. Het gebouw kreeg de titel The Diamond Amsterdam (diamantvormen van de Koh-I-Noor in de buitengevel), naar het ontwerp van MVSA.
Bij de onthulling van de contouren van het nieuwe gebouw ontstond er weer discussie omtrent hoe het mogelijk was een dergelijk nieuw gebouw hier neer te zetten. Tegelijkertijd waren diverse “kenners” er zich van bewust dat ook de nieuwbouw zich wellicht kon ontwikkelen tot markant punt. Architectuurhistorici Wouter van Elburg en Hanneke Ronnes (Amsterdam sloopt) en architectuurrecensent Jaap Huisman hadden er net als de bewoners een hard hoofd in; het gebouw had in dat stadium al de bijnamen "Bijenkorfkoffertje" en "Snelwegtoilet". Het gebouw kreeg zes bouwlagen boven een kelder. Opening van het geheel werd verwacht in voorjaar 2024.
Architect Roberto Meyer van MVSA vond al die ophef voorbarig. Ze kwamen op een tijdstip dat het gebouw nog niet klaar is. Hij wees erop dat voor het uiteindelijk bouwen er veertien jaar overleg is geweest. Dat men opmerkingen had over de (scherpe) witte kleur vond hij eigenaardig; het oude gebouw had immers (maar dan valer) ook die witte kleur. Bovendien zag hij aan het Kleine-Gartmanplantsoen architectuur uit verschillende perioden en stijlen, The Diamond paste daar in zijn ogen prima in als blik naar en architectuur van de toekomst. Dat het gebouw al vroeg bijnamen kreeg, deerde hem niet; hij vond het (ook bij andere creaties) toch deels een compliment. Het wilde in zijn ogen zeggen dat het boven de middelmaat uitstak. 